# Tijl Dauwe
Tijl Dauwe (Zele, 4 juli 1979) is een Vlaams musicalacteur, scenarioschrijver, liedjesschrijver en toneelregisseur. Dauwe speelde mee in verschillende Nederlandse en Vlaamse musicals, waaronder The Lion King (2004-2006) en Daens (2008-2009). Hij schreef het scenario en de liedjesteksten van Muerto! en Wickie de Musical, waarvoor hij ook regie deed.

## Biografie
Dauwe groeide op in het Oost-Vlaamse Zele, waar hij vanaf zijn negende actief was in voorstellingen van een lokale amateurvereniging. Hij behaalde een master in geschiedenis (UGent, 2001) en volgde theaterwetenschappen aan de Universiteit Gent. Nadien volgde hij nog lessen op het Koninklijk Conservatorium Brussel.
Voor Studio 100 is Dauwe actief als regisseur voor shows van Bumba en Piet Piraat. Daarnaast speelt hij vooral in musicals, maar ook in een film. 
In 2006 huwde Dauwe met Nederlands collega-musicalacteur Jurgen Stein. In 2020 sprak Dauwe de Vlaamse stem in van Cerberus in 100% Wolf. Stein verzorgde de Nederlandse stem van hetzelfde personage.

## Musicals (selectie)
| Jaar      | Productie                       | Producent                                                              | Rol of functie                                         |
| --------- | ------------------------------- | ---------------------------------------------------------------------- | ------------------------------------------------------ |
| 2001-2002 | Kuifje: De Zonnetempel          | Moulinsart Tabas&Co                                                    | Ensemble                                               |
| 2004-2006 | The Lion King                   | Walt Disney Theatrical Productions Joop van den Ende Theaterproducties | Ensemble Alternate Zazu, Timon & Ed                    |
| 2007      | Belle en het Beest (Vlaanderen) | Stage Entertainment                                                    | Ensemble (Swing) Understudy Lumière & Monsieur D'oncre |
| 2008      | Daens                           | Studio 100                                                             | Ensemble Understudy Louis Scholiers                    |
| 2010      | Fraulein Julie                  |                                                                        | Nederlandse bewerking Regie                            |
| 2013      | Muerto!                         | Ixx Pharma                                                             | Liedjesteksten Scenario                                |
| 2014      | '14-'18                         | Studio 100                                                             | Regie-assistentie Resident director                    |
| 2015      | Wickie de Musical               | Studio 100                                                             | Regie Scenario Liedjesteksten                          |
| 2016      | Kadanza Together                | Studio 100                                                             | Regie                                                  |
| 2016      | Muerto!                         | Judas TheaterProducties Uitgezonderd!                                  | Liedjesteksten Scenario                                |
| 2017      | Unidamu                         | Studio 100                                                             | Regie                                                  |
| 2018      | '40-'45                         | Studio 100                                                             | Assistent Regie en Coördinatie motion                  |
| 2018      | Team U.P.                       | Studio 100                                                             | Regie                                                  |
| 2019      | TROEP!                          | Studio 100                                                             | Regie                                                  |
| 2019      | Titanic                         | Festivaria                                                             | Regie                                                  |
| 2020      | Knock-Out                       | Studio 100                                                             | Regie                                                  |
| 2022      | De Finale                       | Studio 100                                                             | Regie                                                  |
| 2022      | Vergeet Barbara                 | Studio 100                                                             | Regie                                                  |
| 2023      | Red Star Line                   | Studio 100                                                             | Assistent Regie en Coördinatie motion                  |
| 2024      | De 3 Biggetjes                  | Studio 100                                                             | Regie                                                  |

## Theater (selectie)
| Jaar       | Productie                           | Producent               | Rol of functie        |
| ---------- | ----------------------------------- | ----------------------- | --------------------- |
| 2007-2008  | Piet Piraat en de Kleine Dino       | Studio 100              | Kleine Dino           |
| 2009       | Piet Piraat en het Geheim van Lorre | Studio 100              | Lorre/Kapitein Éénoog |
| 2010       | Piet Piraat en de Grote Griezelshow | Studio 100              | Sandulf               |
| 2013-heden | Het ijskristal van Snowakije        | Uitgezonderd Theater!   | Regie Scenario        |
| 2014       | Hotel Vocal                         | Judas TheaterProducties | Regie                 |
| 2015       | De Leurders van ‘t Endeken          | Theater Rhetorika       | Regie                 |
| 2016       | Jaak en de Bonenstaak               | Uitgezonderd Theater!   | Regie                 |
| 2019       | Piet Piraat en de Toverlantaarn     | Studio 100              | Regie                 |

## Filmografie (selectie)
| Jaar | Film                     | Rol      | Opmerking        |
| ---- | ------------------------ | -------- | ---------------- |
| 2013 | Pelle en de Dierenrovers | Onbekend | Nederlandse stem |